# Troika (politica europea)
La troika (AFI: [ˈtrɔika]; dal russo тройка, trojka, "terzetto"), nell'ambito della politica dell'Unione europea, rappresenta, secondo quanto riportato nel sito del Parlamento europeo, "l'insieme dei creditori ufficiali durante le negoziazioni con i paesi", ed è costituito da rappresentanti della Commissione europea, della Banca centrale europea e del Fondo monetario internazionale. Secondo alcuni giornalisti si tratta di un organismo di controllo informale.
A seguito della grande recessione, la troika si è occupata dei piani di intervento rivolti ai paesi all'interno della zona euro il cui debito pubblico è in crisi, per scongiurare il rischio di insolvenza sovrana, concedendo prestiti ed esigendo in cambio l'istituzione di politiche di austerità (vedi crisi del debito sovrano europeo). L'organismo collegiale è oggetto di un'indagine avviata ai primi di gennaio del 2014 dal Parlamento europeo per verificare il livello di democraticità e di trasparenza degli interventi, messo in discussione da alcune parti.
Dal marzo 2015 si designa con il termine Brussels Group le cinque parti coinvolte nella trattativa riguardante la crisi economica della Grecia: oltre alla troika, ne fa parte il Meccanismo europeo di stabilità e il governo della Grecia.

## Storia
L'uso del termine è nato in ambito giornalistico nel 2010, in occasione degli interventi di rappresentanti della Commissione europea, della Banca centrale europea e del Fondo monetario internazionale volti alla risoluzione della crisi economica della Grecia: l'intervento della troika ha permesso nel settembre 2011 di convincere la Germania ad attivare il cosiddetto "fondo salva-stati", per garantire alla Grecia ossigeno economico e scongiurare il rischio di insolvenza sovrana dello Stato; nel negoziare gli aiuti alla Grecia, la troika ha richiesto in cambio l'istituzione di politiche di austerità, mediante diversi tagli alla spesa pubblica. Inoltre la troika ha chiesto misure per ridurre corruzione ed evasione fiscale, la riduzione del cuneo fiscale e riforme strutturali per migliorare l'efficienza della pubblica amministrazione.
Il termine è successivamente penetrato nella pubblicistica politica ed economica internazionale, nella terminologia enciclopedica, e persino nei comunicati ufficiali del Parlamento europeo che, all'inizio del 2014, ha espresso dubbi in merito ai metodi di lavoro della troika, avviando un'inchiesta formale.
Generalmente, nel 2014,  i rappresentanti della troika erano identificati in Jean-Claude Juncker e Olli Rehn (rispettivamente presidente della Commissione e commissario per gli Affari economici e monetari), Mario Draghi (presidente della BCE) e Christine Lagarde (direttore operativo del FMI).

### Uso precedente
Fino alla fine degli anni '90 del XX secolo in Italia esistevano tre ministeri, e relativi ministri, che si occupavano di economia e precisamente:
- il ministero delle finanze preposto a reperire le risorse economiche dello Stato con l'imposizione fiscale,
- il ministero del tesoro incaricato di distribuire le risorse economiche dello Stato e contrarre il debito pubblico,
- il ministero del bilancio (e della programmazione economica) con il compito di coordinare l'attività economica dello Stato;

nel giro di pochi anni furono prima accorpati il ministero del tesoro con quello del bilancio e, successivamente, vennero uniti tutti nel ministero dell'economia e delle finanze. La metamorfosi non fu realizzata tanto per ridurre i ministri ed i ministeri né per attuare una semplificazione ma per la necessità di proporre un unico interlocutore alle riunioni internazionali che trattavano d'economia ed un unico rappresentante negli organismi economici internazionali, specialmente nell'ambito della nascente Unione europea. Infatti antecedentemente gli argomenti economici venivano trattati da un terzetto di ministri che veniva giornalisticamente detto troica (o troika). 
Il termine troica ha sempre avuto sfumature negative pur traendo origine da una slitta russa trainata da tre cavalli che, di per sé, non ha nulla di negativo. Qualche ministro rifiutò il termine troica adducendo una motivazione ippica: nella troica uno dei cavalli è costretto a mantenere un'andatura diversa dagli altri due mentre i tre ministri avevano tutti la medesima dignità.
Non è escluso che l'attuale uso sia stato introdotto ricordando l'uso precedente per parziale similitudine (tre persone, campo economico, accezione negativa).

## Opinioni e critiche
L'utilizzo di questo termine spesso sottintende un giudizio critico verso le teorie economiche neoliberiste di cui la troika si farebbe portatrice e garante. Questo triumvirato sarebbe infatti alla base di molte delle scelte economiche avvenute negli anni in Europa (secondo una logica in parte mutuata da approcci applicati anche negli Stati Uniti) che possono esser fatte rientrare in quel quadro di condotta politico-economica che giornalisticamente viene definito di "austerità".
- Ci sono state opinioni critiche sulla troika inserendola tra gli attori attivi e forti di quel generale panorama definito anche autoritarismo emergenziale, basato su un'emergenza interpretata dai governi dell'Unione europea in modo fazioso in quanto farebbe risalire i disastri bancari e finanziari realmente avvenuti a cause in larga parte fittizie (il cosiddetto "debito eccessivo dei bilanci pubblici").[19]
- Sulla ingerenza della troika si è espresso anche Mario Monti, il quale ha sottolineato come, nei paesi incapaci di riportare in regola i conti, le procedure di salvataggio prevedano aiuti esterni di quella tipologia che, in genere, si accompagna all'arrivo dei rappresentanti della "troika", che si traduce in "una presenza molto intrusiva e di fatto una cessione di sovranità asimmetrica".[20] Successivamente lo stesso Mario Monti parlerà degli interventi della Troika come una forma di neocolonialismo.[21]
- Ricorre al termine/concetto della troika, nelle sue analisi, Roland Erne, ricercatore all'University College Dublin, studioso di dinamiche sindacali e occupazionali su scala transnazionale. Nel suo Le relazioni industriali europee dopo la crisi. Verso un interventismo regolatorio post-democratico?[22] il riferimento alla troika è forte e molto critico.
- Un resoconto brevemente analitico dei significati acquisiti dal termine troika, nell'accezione appunto critica della sociologia economica, è stato fatto dall'economista italiano Bruno Amoroso per Rai Educational nel report La Troika e i sicari dell`economia globale.[23] La spiegazione di Amoroso avveniva come presentazione al suo volume del 2013, Figli di Troika.[24]
- La troika è stata accusata dal premio Nobel per l'Economia Paul Krugman di non aver saputo affrontare la situazione deficitaria con tempismo. Krugman sostiene che gli stanziamenti finanziari a favore dei Paesi in difficoltà sono stati limitati, e sono stati erogati troppo tardi rispetto alle necessità; e i finanziamenti sono stati elargiti in cambio di severi tagli alle spese e aumenti della tassazione, provvedimenti che secondo l'economista potranno causare ulteriori recessioni.[25]